# قافز أليغرنزي
القافز الأليغرنزي (الاسم العلمي:Salticus alegranzaensis) هو نوع من العنكبوتيات يتبع جنس القافز من فصيلة العناكب القافزة.